# Fan Szamali
Fan Szamali (arab. فان شمالي) – miejscowość w Syrii, w muhafazie Hama. W 2004 roku liczyła 1660 mieszkańców.